# Qustaki Al-Himsi
Qustaki bin Yusef bin Butros bin Yusef bin Mikhail Himsi (4 de febrero de 1858, Alepo, Siria Otomana - 9 de marzo de 1941, Alepo, Mandato francés de Siria), más conocido como Qustaki Al-Himsi (ar: قسطاكي الحمصي / ALA-LC: Qusṭākī al-Himsi), fue un escritor, traductor y poeta sirio perteneciente al movimiento literario Nahda; figura célebre de la literatura árabe del siglo XIX y del siglo XX y uno de los primeros reformadores de la poesía árabe tradicional. Es considerado, gracias a su libro The researcher's source in the science of criticism (es: La fuente de un investigador en la ciencia de la crítica), como el fundador de la crítica literaria árabe moderna.

## Biografía
Nació el 4 de febrero de 1858 en Alepo en el seno de una familia cristiana proveniente de la ciudad de Homs que se había asentado en Alepo en la primera mitad del siglo XVI y cuyo apellido original era «Al-Mashrouqi». Al-Himsi perdió a su padre cuando tenía 15 años y se formó intelectualmente guiado por su madre, Sausan Dallal, quien provenía de una familia conocida por sus intereses en la literatura. Además, era sobrino del escritor Gebrail Dallal (ar: جبرائيل دلال), quien tuvo una gran influencia sobre él. Primero, asistió a clases a una escuela católica de Alepo y, más tarde, a un colegio de las Misioneras Franciscanas de María ubicado en la Iglesia de Al-Shibani, que se centraba en la enseñanza de literatura francesa y gramática árabe.
Finalizados sus estudios, se dedicó exitosamente al comercio y ocasionalmente viajaba a Francia, pasando por ciudades como Marsella y París. Gracias a sus largas estadías en aquel país, logró dominar de manera fluida el francés. Abandonó la actividad comercial en 1905. Tras la Revolución de los Jóvenes Turcos (1908), Al-Himsi fue elegido miembro del Consejo de la ciudad de Alepo en varias oportunidades, y en una ocasión como asistente del jefe del consejo.
Al-Himsi, al igual que otros integrantes del Nahda, leía tanto obras de autores árabes como de autores europeos, y tenía una vasta colección de libros en su biblioteca privada. En Alepo, asistía a las reuniones organizadas por la poetisa Maryana Marrash y era conocido como «el poeta Voyager», debido a sus frecuentes viajes a Francia, Inglaterra, Italia, Egipto, Beirut y Estambul. En 1922, fue nombrado miembro oficial de la Academia Árabe de Damasco.
Falleció el 9 de marzo de 1941.

## Obras
Al-Himsi cultivó tanto el verso como la prosa en su labor como escritor. Dejó varias composiciones poéticas, algunas de las cuales se publicaron en Alejandría en 1907, bajo el título de Cantos del Antiguo Testamento (ar: أناشيد من العهد القديم / Anashid min al-Ahd al-Qadim), y otras en Alepo en 1939 bajo el título de Selección de los poemas de Qustaki al-Himsi (ar: مختارات من نظم قسطاكي الحمصي / Mukhtarat min nozom Qustaki al-Himsi). Algunos de sus poemas nunca fueron publicados. Tradujo algunos textos del francés al árabe y también escribió una biografía del escritor Gebrail Dallal, quien era su tío. Otras de sus obras son:
- El encanto de la poesía de Ad-Dallal (ar: السحر الحلال في شعر الدلال / As-Sihr al-halal fi shi'r ad-Dallal), 1903; El Cairo.
- La fuente de un investigador en la ciencia de la crítica (ar: منهل الورّاد في علم الانتقاد / Manhal al-warrad fi elm al-intiqad), volúmenes 1 y 2, 1907; El Cairo, volumen 3, 1935; Alepo.
- Eruditos prominentes en Alepo en el siglo XIX (ar: أدباء حلب ذوو الأثر في القرن التاسع عشر / Udabaa Halab zawu al-athar fi al-qarn at-tase' ashar), 1925; Alepo.
- El espejo de las almas (ar: مرآة النفوس / Miraat an-nufus), 1935; Alepo.

## Homenajes

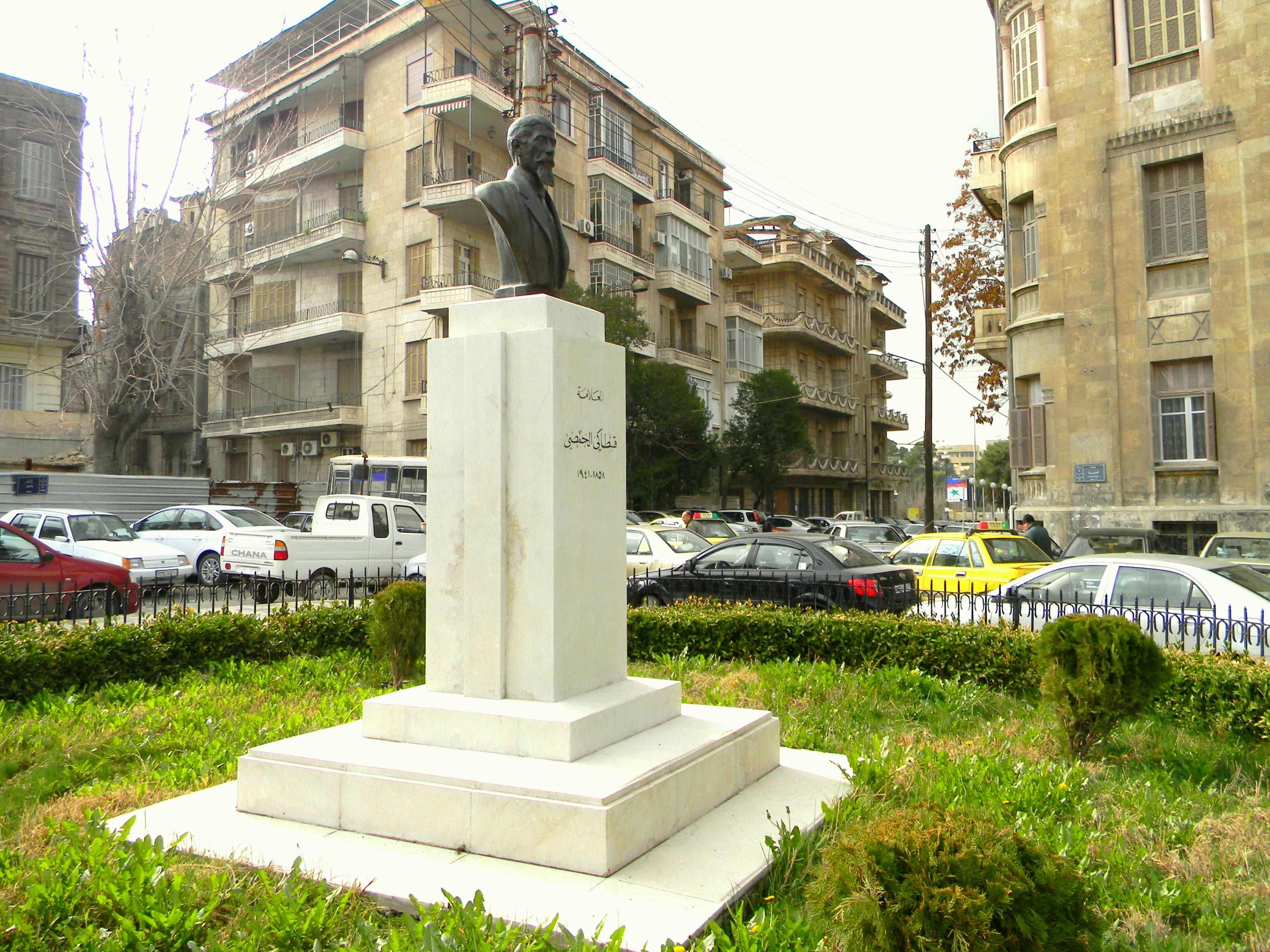
El busto de Al-Himsi en la Plaza de la Libertad.

En honor de Al-Himsi, una calle del centro de su ciudad natal fue bautizada en su honor y un busto suyo fue erigido en 1971 en la Plaza de la Libertad, también ubicada en Alepo. La casa donde vivió fue convertida en museo gracias a los esfuerzos de uno de sus nietos.